# DVD-студия Windows
DVD-студия Windows (англ. Windows DVD Maker) — это компонент операционных систем Windows Vista и Windows 7, который используется для записи фотографий и видео на DVD-диск.
DVD-студия была убрана в Windows 8.

## История
DVD-студия Windows впервые была представлена Полом Турротом во время конференции Windows Hardware Engineering Conference 2003 года. Туррот заявил, что Windows Vista, известная под кодовым названием «Longhorn», будет поддерживать создание DVD-фильмов «через независимое приложение, а не через оболочку». Эта информация сопровождалась дополнительными отчётами о том, что Windows Vista будет поддерживать все основные форматы записи DVD, такие как Mount Rainier.

## Особенности
DVD-студия Windows доступна в двух редакциях Windows Vista: «Home Premium» и «Ultimate», также она имеется и в четырёх редакциях Windows 7: «Домашняя расширенная», «Профессиональная», «Максимальная» и «Корпоративная». Программа имеет простой пользовательский интерфейс — Aero Wizard. Первый этап включает в себя импорт видеофайлов, сортируя их так, чтобы они воспроизводились в надлежащем порядке. DVD-студия Windows автоматически разбивает видео на сцены, которые могут быть доступны со специальной страницы их выбора в меню DVD. На следующем этапе используются анимированные меню, которые могут быть добавлены в проект. Программа также может добавить слайд-шоу из фотографий с музыкальным сопровождением и эффектами перехода. Пользователи также могут настроить шрифт и кнопки стилей. Приложение имеет возможность интерактивного предварительного просмотра того, как проект будет выглядеть на DVD.
DVD-студия Windows предназначена для кодирования видео в качестве фонового процесса, с пониженным приоритетом планирования для обеспечения работоспособным компьютера в процессе компиляции проекта.